# Reprezentacja interesów pracowniczych
Reprezentacja interesów pracowniczych – całokształt instytucji, metod, środków służących obronie, popieraniu i podnoszeniu standardów praw pracowniczych. 
Funkcje te wykonują z reguły organizacje zakładane przez samych pracowników, tj. związki zawodowe i gremia z ich udziałem (np. rady zakładowe), poprzez oddziaływanie na pracodawców lub ich organizacje w drodze negocjacji i zawierania porozumień, a także stosowania metod konfliktowych, tj. spory zbiorowe czy strajki.